# Termen
Termen is een gemeente en plaats in het Zwitserse kanton Wallis, en maakt deel uit van het district Brig.
Termen telt 865 inwoners.